# Chaetonotus machikanensis
Chaetonotus machikanensis is een buikharige uit de familie Chaetonotidae. De wetenschappelijke naam van de soort werd in 2011 voor het eerst geldig gepubliceerd door Takahito G. Suzuki en Hidetaka Furuya. De soort wordt in het ondergeslacht Chaetonotus geplaatst.